# 通化省
通化省（つうか-しょう）は満洲国にかつて存在した省。現在の吉林省東部、朝鮮民主主義人民共和国との国境地帯に相当する。

## 歴史
1937年（康徳4年）7月1日、安東省の通化、臨江、長白、撫松、輯安の5県及び奉天省の輝南、柳河、金県、濛江に新たに通化省が設置され、省公署は通化県（1942年以降は通化市）に設置された。1945年（康徳12年）に安東省桓仁県が移管された。

## 下部行政区画
満州国崩壊直前の下部行政区画
- 通化市:1942年（康徳9年）に通化県通化街に新設された。
- 通化県
- 臨江県
- 長白県
- 撫松県
- 輝南県
- 柳河県
- 濛江県
- 輯安県
- 桓仁県

## 設置
1937年、満洲国政府により通化省が設置される。

## 廃止
1945年8月、満洲国の崩壊と共に自然消滅。

## 歴代省長
特記なき場合『世界諸国の制度・組織・人事 : 1840-2000』による。
- 呂宜文：1937年7月1日 - 1938年8月16日
- 丁超：1938年8月16日 - 1939年8月18日
- 張書翰：1939年8月18日 - 1941年6月2日
- 姜全我：1941年6月2日 - 1943年9月13日
- 楊乃時：1943年9月13日 - （終戦）